# Nathaniel Lyon
Nathaniel Lyon (Ashford, 14 luglio 1818 – Battlefield, 10 agosto 1861) è stato un generale statunitense.

## Biografia
Nato ad Ashford, nella Contea di Windham, nel Connecticut, fu un generale dell'Unione durante la Guerra di Secessione, e morì nella Battaglia di Wilson Creek vinta dalle truppe dell'esercito degli Stati Confederati d'America.